# 小行星3874
小行星3874（英語：3874 Stuart）是一颗围绕太阳公转的小行星。1986年10月4日，愛德華·鮑威爾在可可尼诺县发现了此天体。
这颗小行星的绝对星等为314.03925等。